# Крівадія
Крівадія (рум. Crivadia) — село у повіті Хунедоара в Румунії. Входить до складу комуни Беніца.
Село розташоване на відстані 254 км на північний захід від Бухареста, 51 км на південний схід від Деви, 149 км на південь від Клуж-Напоки, 135 км на північ від Крайови.

## Населення
За даними перепису населення 2002 року у селі проживали 177 осіб, усі — румуни. Усі жителі села рідною мовою назвали румунську.